# Bezzia nigrialula
Bezzia nigrialula är en tvåvingeart som beskrevs av Tokunaga 1959. Bezzia nigrialula ingår i släktet Bezzia och familjen svidknott. Inga underarter finns listade i Catalogue of Life.